# Pentathymelaea
Pentathymelaea es un género botánico con una especies de plantas de flores perteneciente a la familia Thymelaeaceae
Se le considera un sinónimo del género Daphne.

## Especies seleccionadas
- Pentathymelaea thibetensis